# Hermann Gauch
Hermann Gauch, född 6 maj 1899 i Einöllen, död 7 november 1978 i Kaiserslautern, var en tysk läkare och rasteoretiker. Han författade ett flertal böcker, bland annat om den germanska folkstammen. Gauch var under 1930-talet Heinrich Himmlers adjutant i ras- och kulturfrågor.

## Skrifter
- Neue Grundlagen der Rassenforschung, 1933
- Der germanische Glaube, 1933
- Die germanische Odal- oder Allodverfassung, 1934
- Kalender und Brauchtum, 1939
- Die Entstehung unserer Sprache und Schrift, 1970
- Die Gestalten der Heldensage als geschichtliche Persönlichkeiten, 1971